# Galaxie anémique

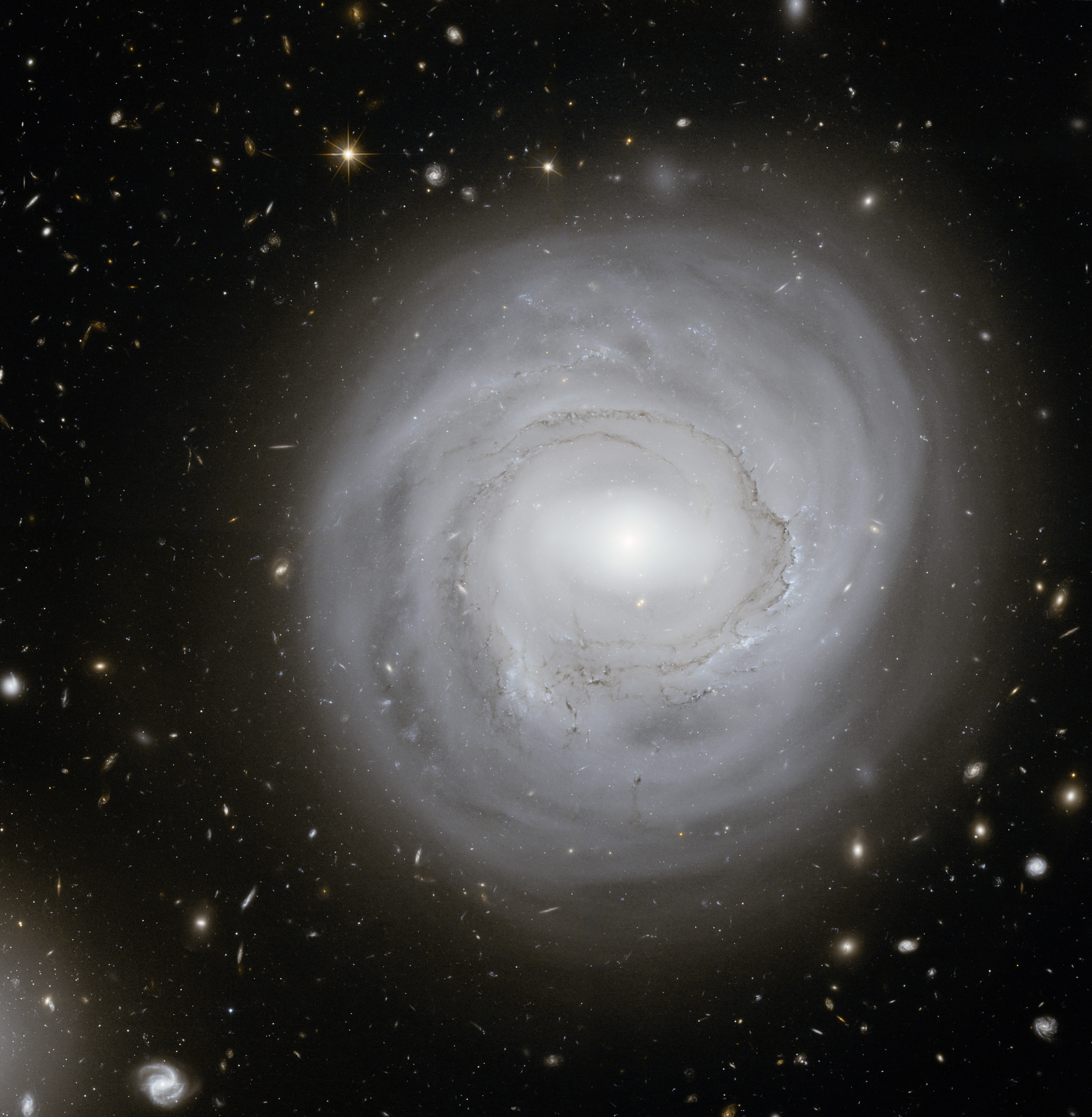
Image de NGC 4921, galaxie anémique typique.

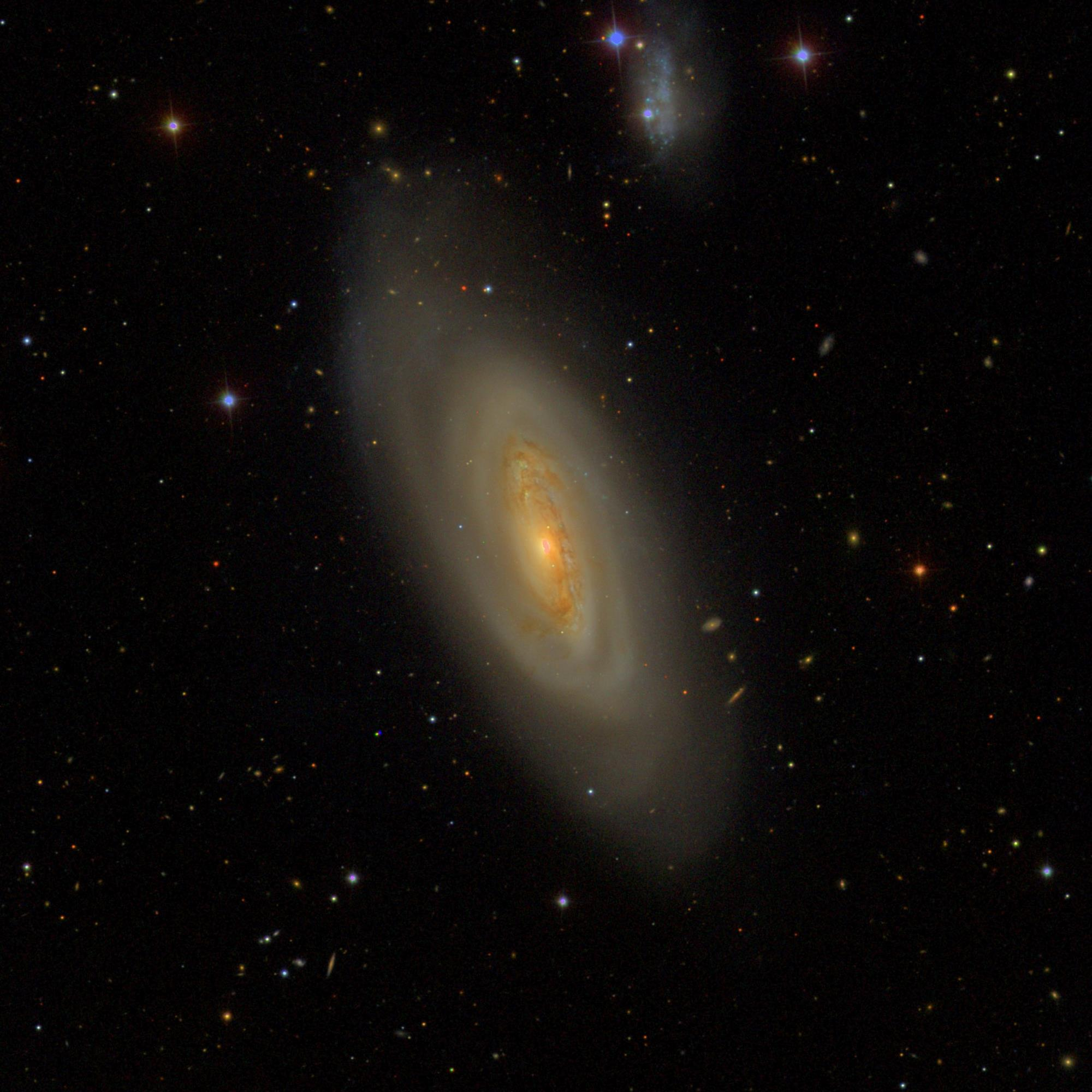
NGC 4569 est une autre galaxie anémique.

Une  galaxie anémique est un type de galaxie spirale caractérisé par un contraste faible entre ses bras spiraux et son disque.

## Origine du terme
La locution anemic spirals (« spirales anémiques » en anglais) a été proposée en 1976 par l'astronome canadien Sidney van den Bergh pour classifier les galaxies qui ont une forme intermédiaire entre les galaxies spirales à formation d'étoiles riches en gaz et les galaxies lenticulaires inactives et pauvres en gaz.

## Caractéristiques
Les galaxies anémiques présentent un faible contraste entre leurs bras spiraux et leur disque ainsi qu'une faible quantité et densité d'hydrogène atomique neutre, qui est la matière première pour la naissance des étoiles,. Elle possède des couleurs plus rouge avec une région d'hydrogène ionisé plus faible qu'une galaxie spirale normale, et ainsi une plus faible production d'étoiles.
Les scientifiques ont d'abord cru que leur teneur en molécules d'hydrogène était semblable à celles des galaxies spirales normales, mais des études ultérieures ont montré que certaines d'entre elles sont faibles en gaz moléculaire.
Les galaxies anémiques ne doivent pas être confondues avec les galaxies de couleur rouge, résultat d'une faible formation d'étoiles mais ayant un contenu de gaz neutre normal, comme c'est le cas avec la galaxie d'Andromède,.

## Évolution

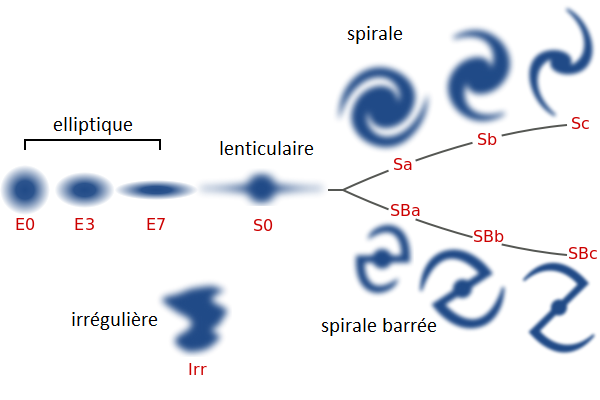
Une classification des galaxies. Une galaxie anémique se situe entre une galaxie lenticulaire (S0) et une galaxie spirale (Sa ou SBa).

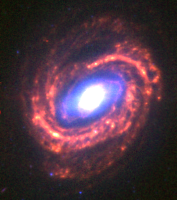
M58, une autre galaxie anémique.

La plupart des galaxies de ce type sont présentes dans les amas de galaxies riches. Cela est d'ailleurs peut-être la cause de la transformation des galaxies spirales en galaxies anémiques. En effet, à part les galaxies spirales isolées, des études sur les galaxies spirales proches de l'amas de la Vierge ont montré que dans la plupart des cas, leurs gaz neutres et la formation des étoiles sont tronqués au sein de leur disque optique, pour certaines assez sévèrement,. De plus, le taux de formation d'étoiles dans ces galaxies est plus faible que celui de celles situées à l'extérieur des amas. Cela signifierait que des processus prennent place au sein des amas de galaxies, tels l'interaction avec le milieu intra-amas entraînant une certaine pression dynamique (en) et/ou l’interaction avec les galaxies voisines, qui seraient responsables de l'origine des galaxies anémiques. Cela viderait les galaxies spirales de leur gaz ou entraînerait un sursaut de formation d'étoiles qui, par la suite, les laisseraient « épuisées ». C'est ce second phénomène qui expliquerait les galaxies anémiques situées en périphérie des amas.
Le destin le plus probable d'une galaxie anémique est d'épuiser le reste de son gaz et d'avoir de moins en moins de formation d'étoiles, devenant ainsi quelque chose de semblable à une galaxie lenticulaire. Ainsi, la plupart des galaxies lenticulaires dans les amas seraient d'anciennes galaxies spirales.

## Galaxie spirale inactive
Une galaxie spirale inactive (aussi connue sous le nom de spirale inactive), est un type de galaxie spirale observé dans des amas de galaxies riches situées à un haut décalage vers le rouge et qui présente une structure spirale, mais qui n’a pas, ou peu, de formation d’étoiles. Dans certains cas, elles sont cachées par la poussière et elles sont concentrées au sein des régions internes. Souvent, elles semblent n'avoir que peu, voire pas, d'étoiles massives (>20 masses solaires).
Même si elles partagent au moins quelques propriétés avec les galaxies anémiques, les liens avec elles ne sont pas clairs. Elles pourraient être à un stade plus avancé que les galaxies anémiques vers l'évolution en galaxie lenticulaire, voire être le même type d'objet.

## Exemples
NGC 4921 dans l'amas de la Chevelure de Bérénice et Messier 90 (dite aussi NGC 4569) dans l'amas de la Vierge sont deux exemples de ce type de galaxies, bien que la plupart des galaxies spirales de l'amas de la Vierge sont plus ou moins faible en gaz.